# 大崎順彦
大崎 順彦（おおさき よりひこ、1921年〈大正10年〉5月10日 - 1999年〈平成11年〉8月25日）は、日本の耐震工学者。地震自体と地盤、構造物を一体で捉える研究手法で地震工学に大きな業績を残し、後進も多数育てた。建設省建築研究所と東京大学などで研究した後に民間へ転じ、清水建設副社長などを務めた。

## 経歴
京都府出身。第三高等学校（現在の京都大学総合人間学部）、東京帝国大学第一工学部航空学科を卒業。航空用エンジンの振動を研究した。
太平洋戦争後の1949年（昭和24年）、建設省建築研究所に勤務。アメリカ合衆国に留学して1953年（昭和28年）にノースウェスタン大学大学院を修了した。1966年（昭和41年）に建築研究所第三研究部長に、1971年（昭和46年）には建築研究所国際地震工学部長と東京大学工学部教授に就任した。
原子力発電所の安全性を監督する原子力委員会の役職を兼務し、1973年（昭和48年）には専門委員に、1975年（昭和50年）には原子炉安全専門審査会審査委員に選任された。
1982年（昭和57年）に東京大学を定年退官し、清水建設副社長に就任するとともに、地震動評価や構造解析などを手掛ける大崎総合研究所を設立した。
1997年（平成9年）、「耐震工学ならびに基礎工学の研究と発展に対する貢献」で日本建築学会大賞を受賞した。
没後、大崎総合研究所の申し入れにより、日本地震工学会が2024年（令和6年）に大崎順彦賞を創設した。

## 受賞歴
- 1957年：日本建築学会賞（論文）
- 1959年：日本建築学会賞（調査事業）
- 1983年：土質工学会（技術）受賞
- 1986年：科学技術庁長官賞
- 1997年：日本建築学会大賞

## 著書
- 『地震と建築』岩波新書 ISBN 9784004202400
- 『地震動のスペクトル解析入門』鹿島出版会 ISBN 9784306031241
- 『新・地震動のスペクトル解析入門』鹿島出版会 ISBN 9784306032705
- 『建築振動理論』彰国社 ISBN 9784395004553
- 『大崎順彦博士論文選集』大崎順彦博士論文選集刊行委員会